# 阿塔勒布
阿塔勒布是敘利亞的城鎮，由阿勒頗省負責管轄，位於該國西北部，距離首府阿勒頗25公里，毗鄰與土耳其接壤的邊境，面積2.25平方公里，海拔高度310米，是該地區的貿易和農業中心，2004年人口10,657。